# سیمرغ بلورین بهترین فیلم از نگاه تماشاگران
سیمرغ بلورین بهترین فیلم از نگاه تماشاگران جایزه‌ای بود که هرساله در جشنوارهٔ فیلم فجر به فیلم انتخاب‌شدهٔ مخاطبان اهدا می‌شد.
این جایزه در سال ۱۳۷۶ در زمان مدیریت سیف الله داد و به پیشنهاد وی به جشنوارهٔ فیلم فجر اضافه شد و برنده‌اش از طریق رای‌گیری بین تماشاگران جشنواره در هر دوره انتخاب می‌شود. این جایزه یکی از مهم‌ترین جوایز سیمرغ بلورین است.

## فهرست برندگان
| دوره | سال  | فیلم                                                                                               | کارگردان                                                                                           | تهیه‌کننده                                                                                          | فیلمنامه‌نویس                                                                                       |
| ---- | ---- | -------------------------------------------------------------------------------------------------- | -------------------------------------------------------------------------------------------------- | -------------------------------------------------------------------------------------------------- | -------------------------------------------------------------------------------------------------- |
| ۱۶   | ۱۳۷۶ | آژانس شیشه‌ای                                                                                       | ابراهیم حاتمی‌کیا                                                                                   | علی کمیجانی                                                                                        | ابراهیم حاتمی‌کیا                                                                                   |
| ۱۷   | ۱۳۷۷ | رنگ خدا                                                                                            | مجید مجیدی                                                                                         | مجید مجیدی                                                                                         | مجید مجیدی                                                                                         |
| ۱۸   | ۱۳۷۸ | عروس آتش متولد ماه مهر                                                                             | خسرو سینایی احمدرضا درویش                                                                          | قاسم قلی‌پور مؤسسه فرهنگ تماشا سازمان توسعه سینمایی سوره                                            | خسرو سینایی و حمید فرخ‌نژاد احمدرضا درویش                                                           |
| ۱۹   | ۱۳۷۹ | سگ‌کشی                                                                                              | بهرام بیضایی                                                                                       | بهرام بیضایی                                                                                       | بهرام بیضایی                                                                                       |
| ۲۰   | ۱۳۸۰ | ارتفاع پست                                                                                         | ابراهیم حاتمی‌کیا                                                                                   | منوچهر محمدی                                                                                       | ابراهیم حاتمی‌کیا و اصغر فرهادی                                                                     |
| ۲۱   | ۱۳۸۱ | فرش باد                                                                                            | کمال تبریزی                                                                                        | علی‌رضا شجاع‌نوری                                                                                    | محمد سلیمانی                                                                                       |
| ۲۲   | ۱۳۸۲ | مارمولک                                                                                            | کمال تبریزی                                                                                        | منوچهر محمدی                                                                                       | پیمان قاسم‌خانی                                                                                     |
| ۲۳   | ۱۳۸۳ | بید مجنون                                                                                          | مجید مجیدی                                                                                         | مجید مجیدی                                                                                         | مجید مجیدی                                                                                         |
| ۲۴   | ۱۳۸۴ | چهارشنبه سوری                                                                                      | اصغر فرهادی                                                                                        | سیدجمال ساداتیان                                                                                   | اصغر فرهادی مانی حقیقی                                                                             |
| ۲۵   | ۱۳۸۵ | اخراجی‌ها سنتوری                                                                                    | مسعود ده نمکی داریوش مهرجویی                                                                       | حبیب‌الله کاسه‌ساز داریوش مهرجویی                                                                    | مسعود ده نمکی داریوش مهرجویی                                                                       |
| ۲۶   | ۱۳۸۶ | همیشه پای یک زن در میان است                                                                        | کمال تبریزی                                                                                        | محسن علی اکبری                                                                                     | نغمه ثمینی و رضا مقصودی                                                                            |
| ۲۷   | ۱۳۸۷ | بی‌پولی درباره الی                                                                                  | حمید نعمت‌الله اصغر فرهادی                                                                          | مصطفی شایسته اصغر فرهادی و سیدمحمود رضوی                                                           | حمید نعمت‌الله و هادی مقدم‌دوست اصغر فرهادی                                                          |
| ۲۸   | ۱۳۸۸ | به رنگ ارغوان                                                                                      | ابراهیم حاتمی کیا                                                                                  | سیدجمال ساداتیان                                                                                   | ابراهیم حاتمی کیا                                                                                  |
| ۲۹   | ۱۳۸۹ | جدایی نادر از سیمین                                                                                | اصغر فرهادی                                                                                        | اصغر فرهادی                                                                                        | اصغر فرهادی                                                                                        |
| ۳۰   | ۱۳۹۰ | برف روی کاج‌ها                                                                                      | پیمان معادی                                                                                        | سیدجمال ساداتیان                                                                                   | پیمان معادی                                                                                        |
| ۳۱   | ۱۳۹۱ | حوض نقاشی هیس دخترها فریاد نمی‌زنند                                                                 | مازیار میری پوران درخشنده                                                                          | منوچهر محمدی پوران درخشنده                                                                         | منوچهر محمدی پوران درخشنده                                                                         |
| ۳۲   | ۱۳۹۲ | شیار ۱۴۳ خط ویژه                                                                                   | نرگس آبیار مصطفی کیایی                                                                             | محمدحسین قاسمی و ابوذر پورمحمدی منصور لشکری قوچانی                                                 | نرگس آبیار مصطفی کیایی                                                                             |
| ۳۳   | ۱۳۹۳ | رخ دیوانه                                                                                          | ابوالحسن داوودی                                                                                    | بیتا منصوری                                                                                        | محمدرضا گوهری                                                                                      |
| ۳۴   | ۱۳۹۴ | ابد و یک روز                                                                                       | سعید روستایی                                                                                       | سعید ملکان                                                                                         | سعید روستایی                                                                                       |
| ۳۵   | ۱۳۹۵ | ماجرای نیمروز                                                                                      | محمدحسین مهدویان                                                                                   | سیدمحمود رضوی                                                                                      | ابراهیم امینی                                                                                      |
| ۳۶   | ۱۳۹۶ | مغزهای کوچک زنگ زده                                                                                | هومن سیدی                                                                                          | سعید سعدی                                                                                          | هومن سیدی                                                                                          |
| ۳۷   | ۱۳۹۷ | متری شیش و نیم                                                                                     | سعید روستایی                                                                                       | سید جمال ساداتیان                                                                                  | سعید روستایی                                                                                       |
| ۳۸   | ۱۳۹۸ | شنای پروانه                                                                                        | محمد کارت                                                                                          | رسول صدرعاملی                                                                                      | محمد کارت و حسین دوماری و پدرام پورامیری                                                           |
| ۳۹   | ۱۳۹۹ | ابلق                                                                                               | نرگس آبیار                                                                                         | محمدحسین قاسمی                                                                                     | نرگس آبیار و پریسا کرزیان                                                                          |
| ۴۰   | ۱۴۰۰ | در این دوره اهدا نشد (اما تا قبل از حذف شدن این بخش فیلم ملاقات خصوصی فیلم برگزیده تماشاگران بود.) | در این دوره اهدا نشد (اما تا قبل از حذف شدن این بخش فیلم ملاقات خصوصی فیلم برگزیده تماشاگران بود.) | در این دوره اهدا نشد (اما تا قبل از حذف شدن این بخش فیلم ملاقات خصوصی فیلم برگزیده تماشاگران بود.) | در این دوره اهدا نشد (اما تا قبل از حذف شدن این بخش فیلم ملاقات خصوصی فیلم برگزیده تماشاگران بود.) |
| ۴۱   | ۱۴۰۱ | در این دوره به دلیل دیر آماده شدن برخی فیلم‌ها سیمرغ اهدا نشد                                       | در این دوره به دلیل دیر آماده شدن برخی فیلم‌ها سیمرغ اهدا نشد                                       | در این دوره به دلیل دیر آماده شدن برخی فیلم‌ها سیمرغ اهدا نشد                                       | در این دوره به دلیل دیر آماده شدن برخی فیلم‌ها سیمرغ اهدا نشد                                       |
| ۴۲   | ۱۴۰۲ | در این دوره اهدا نشد.                                                                              | در این دوره اهدا نشد.                                                                              | در این دوره اهدا نشد.                                                                              | در این دوره اهدا نشد.                                                                              |
| ۴۳   | ۱۴۰۳ | پیشمرگ                                                                                             | علی غفاری                                                                                          | آرش زینال خیری                                                                                     | |